# Malpeque
Circonscription électorale fédérale du Canada
Malpeque est une circonscription électorale fédérale canadienne dans la province de l'Île-du-Prince-Édouard. Elle comprend la partie centrale de l'île.
Les circonscriptions limitrophes sont Egmont, Charlottetown et Cardigan; elle est reliée à la circonscription de Beauséjour au Nouveau-Brunswick par le pont de la Confédération. En français, on prononce toujours « Malpèque ».
La circonscription est formée des villes de Borden-Carleton, Cornwall et Kensington, les villages de Bedeque, Brackley, Breadalbane, Central Bedeque, Clyde River, Crapaud, Hunter River, Kinkora, Meadowbank, Miltonvale Park, Stanley Bridge, Hope River, Bayview, Cavendish, North Rustico, Union Road, Warren Grove et Winsloe Park, ainsi que la réserve amérindienne de Rocky Point.

## Historique
La circonscription a été créée en 1966 à partir des circonscriptions de Prince et Queen's.

## Députés
| Législature                         | Années        | Député       | Député             | Parti                     |
| ----------------------------------- | ------------- | ------------ | ------------------ | ------------------------- |
| Malpeque issue de Prince et Queen's |               |              |                    |                           |
| 28e                                 | 1968–1972     |              | Angus MacLean      | Progressiste-conservateur |
| 29e                                 | 1972–1974     |              | Angus MacLean      | Progressiste-conservateur |
| 30e                                 | 1974–1979     |              | Angus MacLean      | Progressiste-conservateur |
| 30e                                 | 1977-1979     |              | Donald Wood        | Libéral                   |
| 31e                                 | 1979–1980     |              | Melbourne Gass     | Progressiste-conservateur |
| 32e                                 | 1980–1984     |              | Melbourne Gass     | Progressiste-conservateur |
| 33e                                 | 1984–1988     |              | Melbourne Gass     | Progressiste-conservateur |
| 34e                                 | 1988–1993     |              | Catherine Callbeck | Libéral                   |
| 35e                                 | 1993–1997     | Wayne Easter |                    | Libéral                   |
| 36e                                 | 1997–2000     | Wayne Easter |                    | Libéral                   |
| 37e                                 | 2000–2004     | Wayne Easter |                    | Libéral                   |
| 38e                                 | 2004–2006     | Wayne Easter |                    | Libéral                   |
| 39e                                 | 2006–2008     | Wayne Easter |                    | Libéral                   |
| 40e                                 | 2008–2011     | Wayne Easter |                    | Libéral                   |
| 41e                                 | 2011–2015     | Wayne Easter |                    | Libéral                   |
| 42e                                 | 2015–2019     | Wayne Easter |                    | Libéral                   |
| 43e                                 | 2019–2021     | Wayne Easter |                    | Libéral                   |
| 44e                                 | 2021–2025     |              | Heath MacDonald    | Libéral                   |
| 45e                                 | 2025–en cours |              | Heath MacDonald    | Libéral                   |

## Résultats électoraux
Modèle:Élection générale canadienne de 2025 — Malpeque
|       | Candidat           | Parti        | # de voix | % des voix |
|       | Stephen R. Stewart | Conservateur | +03 947,  | 17,56 %    |
|       | (X) Wayne Easter   | Libéral      | +13 950,  | 62,08 %    |
|       | Leah-Jane Hayward  | NPD          | +02 509,  | 11,17 %    |
|       | Lynne Lund         | Vert         | +02 066,  | 9,19 %     |
| Total | Total              | Total        | 22 472    | 100 %      |

|       | Candidat          | Parti        | # de voix | % des voix |
|       | Tim Ogilvie       | Conservateur | +07 934,  | 39,1 %     |
|       | (x) Wayne Easter  | Libéral      | +08 605,  | 42,4 %     |
|       | Rita Jackson      | NPD          | +02 970,  | 14,63 %    |
|       | Peter Bevan-Baker | Vert         | +00785,   | 3,87 %     |
| Total | Total             | Total        | 20 294    | 100 %      |

|       | Candidat          | Parti        | # de voix | % des voix |
|       | Mary Crane        | Conservateur | +07 388,  | 39,28 %    |
|       | (x) Wayne Easter  | Libéral      | +08 312,  | 44,19 %    |
|       | J'Nan Brown       | NPD          | +01 819,  | 9,67 %     |
|       | Peter Bevan-Baker | Vert         | +01 291,  | 6,86 %     |
| Total | Total             | Total        | 18 810    | 100 %      |